# 上妻成吾
上妻 成吾（あがつま せいご、1998年5月10日 - ）は、日本の元男性タレント。
東京都出身。2018年途中までスマイルモンキーに所属していた。

## 経歴・人物
2000年代前半、幼少期に子役タレント、子役俳優として芸能界デビューし、『天才てれびくんMAX』にてれび戦士として1年間出演するなどして知名度を上げる。
2018年に所属していたスマイルモンキーを卒業してから、表立った芸能活動は減少した。
在学した中央大学では「13代目ふられ亭扇痴」として落語研究会に所属。老人ホームや介護施設のボランティアで落語を披露していた。
2022年には、現在は映像業界で働いていることを明かしている。

## 出演

### テレビドラマ
- ヒミツの花園 第5話（2007年2月6日、フジテレビ） - 片岡修（小学生時代） 役
- 24時間テレビ 君がくれた夏 〜がんばれば、幸せになれるよ〜（2007年8月18日、日本テレビ）
- ハリ系 第1話（2007年10月13日、日本テレビ）
- オトコの子育て 第7話（2007年12月7日、テレビ朝日） - 翔太 役
- エジソンの母（2008年1月11日 - 3月14日、TBS） - 桧山劉生 役
- ホームレス中学生（2008年7月12日、フジテレビ） - 西平家の次男 役
- ありがとう!チャンピイ（2008年9月13日、フジテレビ） - 浮浪児 役
- 藤子・F・不二雄のパラレル・スペース ボクラ共和国（2008年12月5日、WOWOW） - 江古田英明 役
- 侍戦隊シンケンジャー 第1話（2009年2月15日、テレビ朝日） - 野球少年 役
- プロゴルファー花（2010年4月8日 - 7月8日、日本テレビ） - 野宮海 役
- スクール!!（2011年1月16日 - 3月20日、フジテレビ） - 上野成吾 役
- 戦国★男士 第19・20話（2012年2月4日・11日、テレビ神奈川） - 徳川家康（幼少期） 役
- 外科医 鳩村周五郎9（2012年3月16日、フジテレビ） - 小学生 役
- 浪花少年探偵団（2012年7月2日 - 9月17日、TBS） - 阿部翔太 役
- シングルマザーズ（2012年10月23日 - 12月11日、NHK総合） - 斎藤大 役
- コドモ警視 第2話（2013年1月29日、TBS） - 岡島和人 役
- 逆転報道の女2（2013年3月23日、テレビ朝日） - 佐々木祐一（小学生時代） 役
- 逆転弁護士ヤブハラ2 （2015年10月7日、テレビ東京）

### バラエティ
- 天才てれびくんMAX（2009年3月30日 - 2010年3月25日、NHK教育テレビ） - てれび戦士
- くりびつ!（2010年10月3日 - 2011年9月25日、東海テレビ）
- 爆笑問題の大変よくできました!（2011年4月22日 - 9月9日、テレビ東京）

### 映画
- あの空をおぼえてる（2008年4月26日、ソニー・ピクチャーズ エンタテインメント） - 清水ケンヤ 役
- 激情版 エリートヤンキー三郎（2009年2月28日、東映） - ガキ 役
- 俺物語!!（2015年10月31日、東宝） - 集英高校男子 役
- ちはやふる（2016年3月19日、東宝） - 長谷川拓斗 役
- honey（2018年3月31日、東映 / ショウゲート） - クラスメイト 役
- たまえのスーパーはらわた（2018年10月20日、KATSU-do） - 隆史 役

### 劇場アニメ
- こんぷれっくす×コンプレックス（2015年9月5日、ガチンコ・フィルム） - 武尾マサト 役

### ラジオ
- 全国こども電話相談室・リアル!（2013年4月7日 - 2014年3月30日、TBSラジオ）

### CM
- 損保ジャパンDIY生命（2005年）
- ヨドバシカメラ（2006年）
- ミスター通商 町の便利屋さん（2006年）
- リロケーションジャパン（2006年）
- エポック社 東京フレンドパークIIパーフェクト!〜めざせ!グランドスラム〜（2007年）
- 東海漬物 きゅうりのキューちゃん（2009年）
- ベネッセ 進研ゼミ中学講座 夏から合格に届く篇（2013年）
- ワイモバイル「冬のふてニャン缶PPAP」篇（2016年）
- リクナビ2019「いこうぜ、俺たち」篇（2018年）